# 1882 في كوستاريكا
فيما يلي قوائم الأحداث التي وقعت خلال عام 1882 في كوستاريكا.

## سياسة

### تعيين في المنصب
- 6 يوليو – ساتورنينو يزانو غوتيريز رئيس كوستاريكا.

### انتهاء فترة المنصب
- 10 أغسطس – ساتورنينو يزانو غوتيريز رئيس كوستاريكا.

## مواليد

### ديسمبر
- 8 ديسمبر – ليون كورتيس كاسترو

## وفيات

### يوليو
- 6 يوليو – توماس غوارديا غوتيريز (مواليد 1831) سياسي كوستاريكي.